# 榊淳司
榊 淳司（さかき あつし、1962年〈昭和37年〉 - ）は住宅ジャーナリスト。京都府京都市出身。本名は、千原俊彦。1980年代後半のバブル期以降、四半世紀以上に渡ってマンション分譲を中心に不動産業界に関わり、主に広告媒体の仕事を経験する。一般ユーザーを対象に住宅購入セミナーを開催するほか、新聞や雑誌に記事を定期的に寄稿、ブログやメルマガで不動産業界の実態を解説している。

## 経歴
- 1962年 京都府京都市にて生まれる
- 1981年 京都府立鴨沂高等学校卒業
- 1985年 同志社大学法学部卒業
- 1987年 株式会社創芸入社
- 1992年 慶應義塾大学文学部卒業

## 著書
- 「やってはいけないマンション選び」（青春出版社）
- 「年収200万円からのマイホーム戦略」（WAVE出版）
- 「マンションは日本人を幸せにするか」（集英社新書）
- 「すべてのマンションは廃墟になる」 (イースト新書)
- 「2025年東京不動産大暴落」 (イースト新書)
- 「マンション格差」 (講談社現代新書)
- 「磯野家のマイホーム戦略」（WAVE出版）
- 「年収300万円でも家が買える!」（WAVE出版）
- 「新築マンションは買ってはいけない!! 」(新書y)
- 「まだ買うな！不動産 週刊エコノミスト」（菅田 修・牧野 知弘・長嶋 修 ・稲留 正英・池田 正史 共著 ebooks）